# Hermann Gerland
Hermann Gerland (ur. 4 czerwca 1954 w Bochum) – niemiecki piłkarz i trener piłkarski. Przez większość kariery szkoleniowej związany z Bayernem Monachium.

## Życie prywatne
Ma żonę Gudrun oraz trzy córki: Nadine, Ninę i Lisę.

## Sukcesy

### Jako zawodnik
- 8. miejsce w Bundeslidze, 1979 (VfL Bochum)

### Jako trener
- Finalista Pucharu Niemiec, 1988 (VfL Bochum)
- Awans do 3. Ligi, 1994 (FC Bayern II)
- Mistrz 3. Ligi (2-krotnie), 1998 (TB Berlin), 2004 (FCB II)
- Amatorski Mistrz Niemiec, 1998 (TB Berlin)
- Awans do 2. Bundesligi, 1998 (TB Berlin)
- Ćwierćfinalista Pucharu Niemiec (2-krotnie), 1995 i 2005 (FCB II)

## Odznaczenia
- Bawarski Order Zasługi (2025)[2]